# Hrușivka, Sarnî
Hrușivka (în ucraineană Грушівка) este un sat în așezarea urbană Stepan din raionul Sarnî, regiunea Rivne, Ucraina.

## Demografie
Componența lingvistică a localității Hrușivka
     Ucraineană (99,23%)
     Alte limbi (0,77%)
Conform recensământului din 2001, majoritatea populației localității Hrușivka era vorbitoare de ucraineană (99,23%), existând în minoritate și vorbitori de alte limbi.